# Leahy-Klasse
Die Leahy-Klasse war eine Klasse von neun Lenkwaffenkreuzern, die die United States Navy in den 1960er Jahren in Dienst stellte. Die Klasse führte einige Neuerungen ein, darunter auch den Verzicht auf klassische Masten. Stattdessen wurden an den Schornsteinen Plattformen befestigt, diese Konstruktion wurde Mack genannt. Die Einheiten blieben bis Mitte der 1990er Jahre in Dienst.

## Geschichte

### Planung und Bau

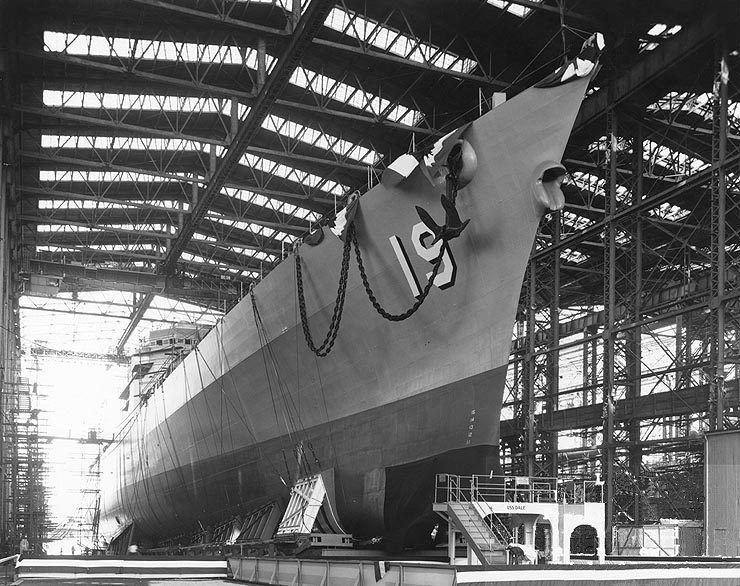
Dale beim Stapellauf

Der Entwurf der Leahy-Klasse stammt aus den ausgehenden 1950er Jahren. In den Jahren 1959 und 1960 wurden neun Einheiten der Klasse in Auftrag gegeben, wobei fünf verschiedene Werften mit dem Bau betraut wurden. Die neun Schiffe konnten deshalb innerhalb von nur 19 Monaten zwischen August 1962 und Mai 1964 in Dienst gestellt werden. Die Werften waren Bath Iron Works für drei Leahys, die New York Shipbuilding für zwei Schiffe sowie Todd Pacific Shipyards, die Lockheed Shipbuilding and Construction Company, die Puget Sound Naval Shipyard und die San Francisco Naval Shipyard für je eine Einheit. Über die Baukosten der Einheiten wurde nichts bekannt.
Ebenfalls auf der Leahy-Klasse basiert der Atomkreuzer Bainbridge, der ab 1959 auf der Fore River Shipyard gebaut wurde und dieselbe Waffenanordnung wie die Leahys besitzt. Lediglich der Rumpf wurde für die Unterbringung der zwei Kernreaktoren gestreckt.
Zum Zeitpunkt der Indienststellung waren die Einheiten als DLG (Destroyer Leader Guided Missile, dt. wörtlich: Zerstörerführer mit Lenkwaffen) klassifiziert. Dessen ungeachtet wurden die Schiffe dieser Klasse in der Regel als Large Frigates (dt.: Große Fregatten) bezeichnet. Dieses Nebeneinander unterschiedlicher Bezeichnungen machte die Reformbedürftigkeit des damaligen Systems deutlich. Im Zuge der Abschaffung dieser Klassifizierung 1975 wurden die Einheiten zu Lenkwaffenkreuzern (CG, Cruiser Guided Missile) umklassifiziert.

### Modifikationen
Bereits um das Jahr 1970 wurden die Einheiten allesamt einer ersten Modifikation unterzogen, bei der neben Neuerungen an den Radaranlagen vor allem die Aufbauten mittschiffs vergrößert wurden, wodurch mehr geschlossener Raum an Bord entstand. Hierfür sind die Kosten bekannt, sie lagen bei 36 Millionen Dollar pro Einheit. Um 1980 wurde das New Threat Upgrade auf den Schiffen installiert, das hauptsächlich die Lenkwaffenanlagen auf den neusten Stand brachte. Die längere Werftliegezeit erlaubte außerdem die komplette Renovierung der Mannschaftsbereiche an Bord.

### Dienstzeit & Verbleib

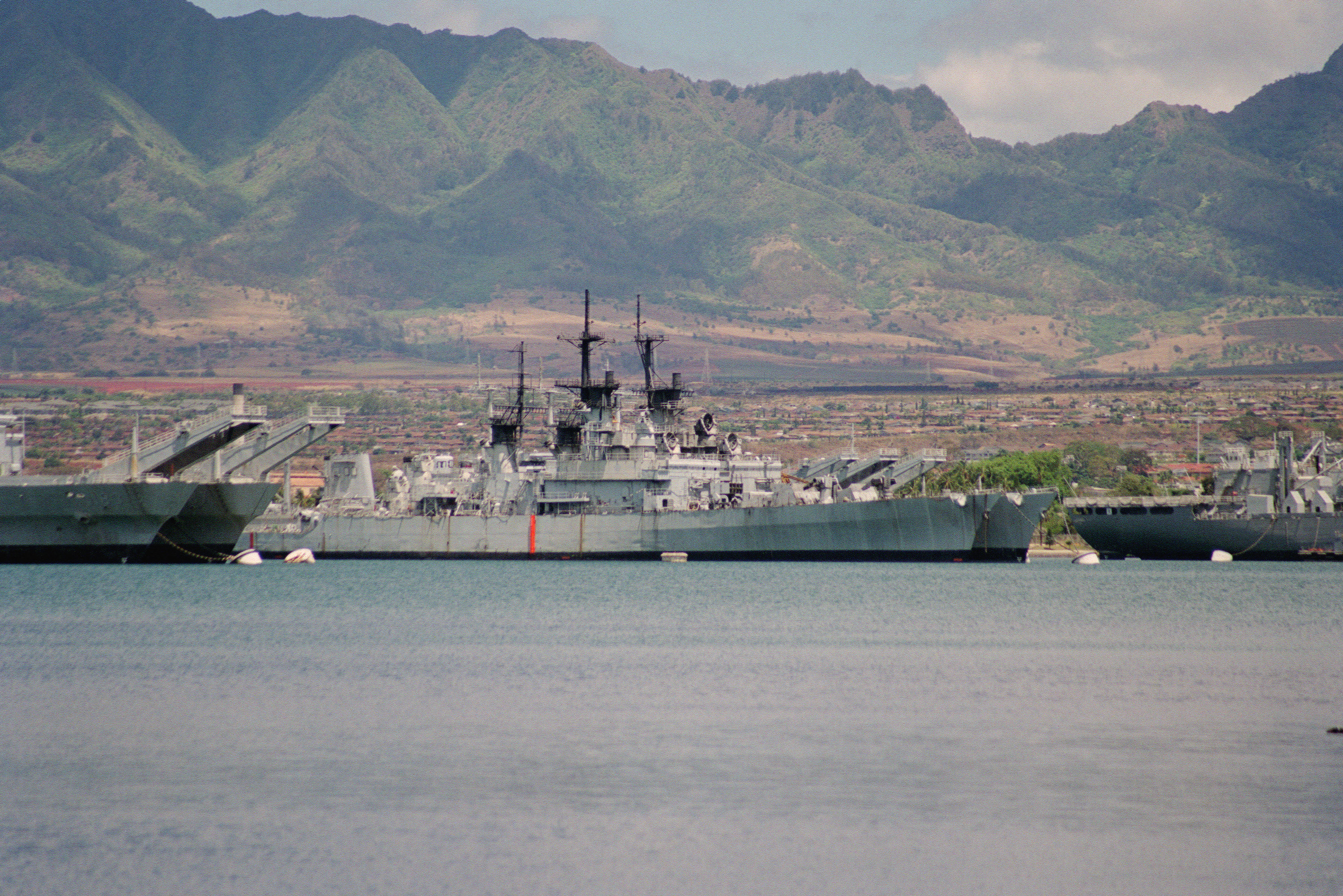
Zwei Leahys warten auf ihre weitere Verwendung

Die Einheiten wurden zwischen 1962 und 1964 in Dienst gestellt, rückwirkend betrachtet waren sie also die erste Klasse von originär geplanten und gebauten Zerstörerführern mit Lenkwaffen beziehungsweise Lenkwaffenkreuzern (die vorherigen CGs waren, mit Ausnahme der Long Beach, umgebaute und -klassifizierte Leichte und Schwere Kreuzer).
Auf die Leahys folgten bis 1980 die Kreuzer der Belknap-, California- und Virginia-Klasse, bis die heutige Standard-Klasse von Kreuzern 1983 eingeführt wurde, die Ticonderoga-Klasse. Durch diesen Typ wurde letztlich auch die Leahy-Klasse ersetzt, als die neun Einheiten nach ihrer vorgesehenen Dienstzeit von 30 Jahren zwischen 1993 und 1995 außer Dienst gestellt wurden.
Die außer Dienst gestellten Schiffe wurden entweder als Übungsziele versenkt (vier Einheiten) oder abgebrochen und als Schrott verkauft (fünf Leahys).

## Technik

### Rumpf

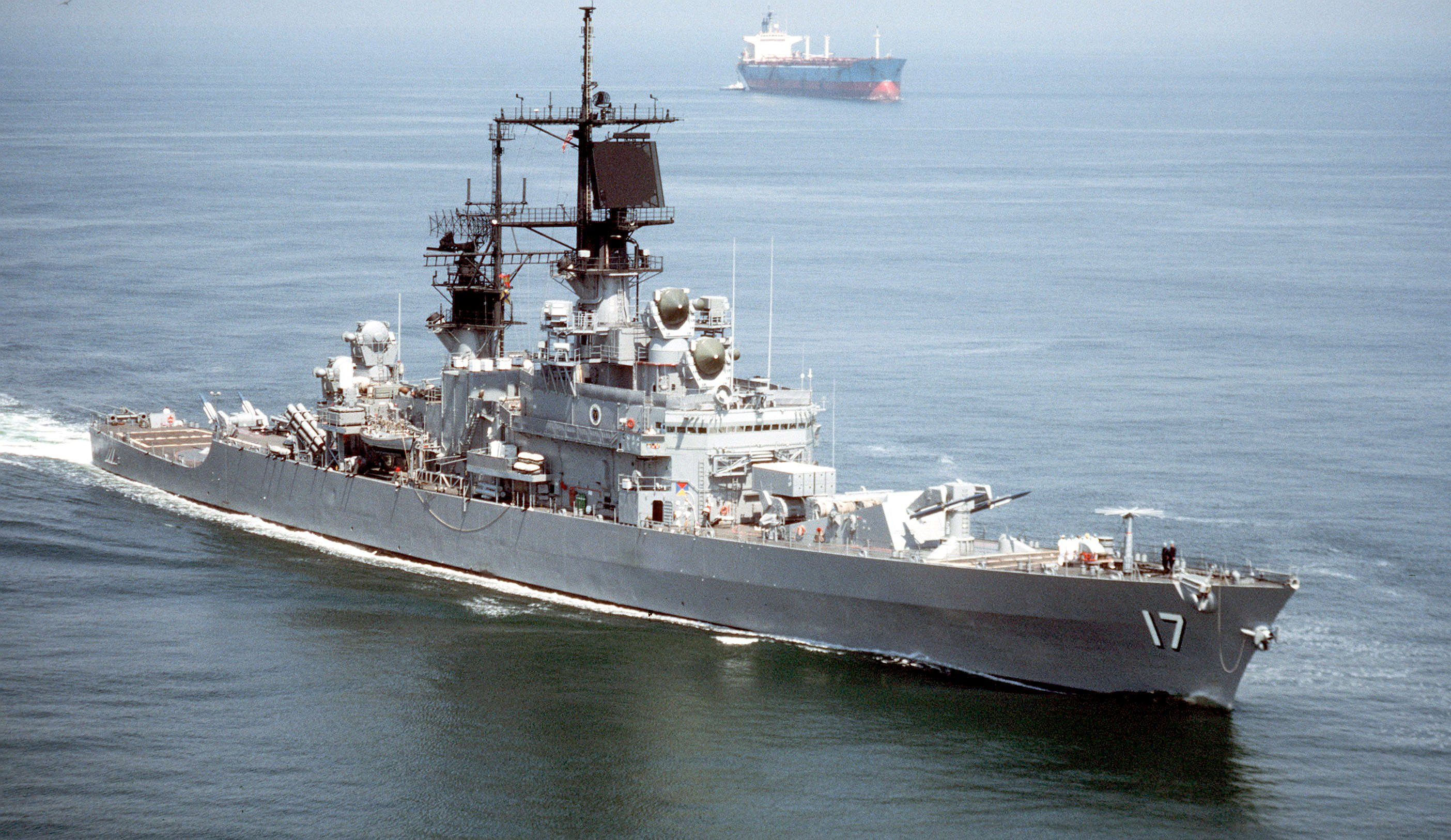
Blick von Steuerbord auf die Harry E. Yarnell

Der Rumpf der Leahy-Klasse war 162,5 Meter lang und 16,8 Meter breit, womit sie das klassische Verhältnis von Länge zu Breite 10:1 einhielt. Der Tiefgang lag bei 7,9 Metern. Die Verdrängung bei voller Zuladung betrug 8.281 ts. Während der Rumpf aus Stahl gefertigt war, bestanden alle Aufbauten aus Leichtmetallen, vor allem Aluminium, um Gewicht zu sparen und mehr Nutztonnage zur Verfügung zu haben.
Mit der Leahy-Klasse wurde erstmals eine Mack genannte Struktur der Masten gewählt. Mack, eine Mischung aus den englischen Wörtern Mast und Stack, bezeichnet eine Mastform, die keine Mastbeine mehr benötigt, weil an den Schornsteinen (engl. Stack) Plattformen angebracht werden, die die Aufgaben der Masten (engl. Mast) übernehmen. Die Leahys tragen an beiden Schornsteinen solche Plattformen zur Aufnahme der Radar- und Funktechnologie.
Die Klasse besaß weder einen Hangar zur permanenten Stationierung eines Helikopters noch einen Platz zum Landen von Helikoptern. Es existierte lediglich Decksplatz, der für VERTREP, also für die Versorgung durch schwebende Helikopter vorgesehen war (VERTREP: Vertical Replenishment, dt.: Vertikale Versorgung).

### Antrieb
Die Leahy-Klasse wurde durch Dampfturbinen angetrieben. In vier Kesseln (von Babcock & Wilcox auf den ersten drei, von Foster Wheeler auf den restlichen Einheiten) wurde bei einem Druck von 1.200 psi (85 bar) Wasser erhitzt und der Wasserdampf auf zwei Getriebeturbinen gelenkt, von denen jede eine Welle mit einer einzelnen Schraube antrieb. Produzenten der Turbinen waren General Electric (drei Einheiten), De Laval auf vier Schiffen sowie Allis-Chalmers auf den letzten beiden Leahys. Die Leistung des Systems betrug 85.000 PS, die Schiffe konnten damit bis zu 34 Knoten erreichen. An Bord konnten die Leahys 1.800 ts Brennstoff mitführen, wodurch sie die größte Reichweite aller Schiffe der Navy mit diesem Antriebssystem besaßen, nämlich 2.500 Seemeilen bei 30 Knoten oder 8.000 Seemeilen bei 14 Knoten.

### Bewaffnung

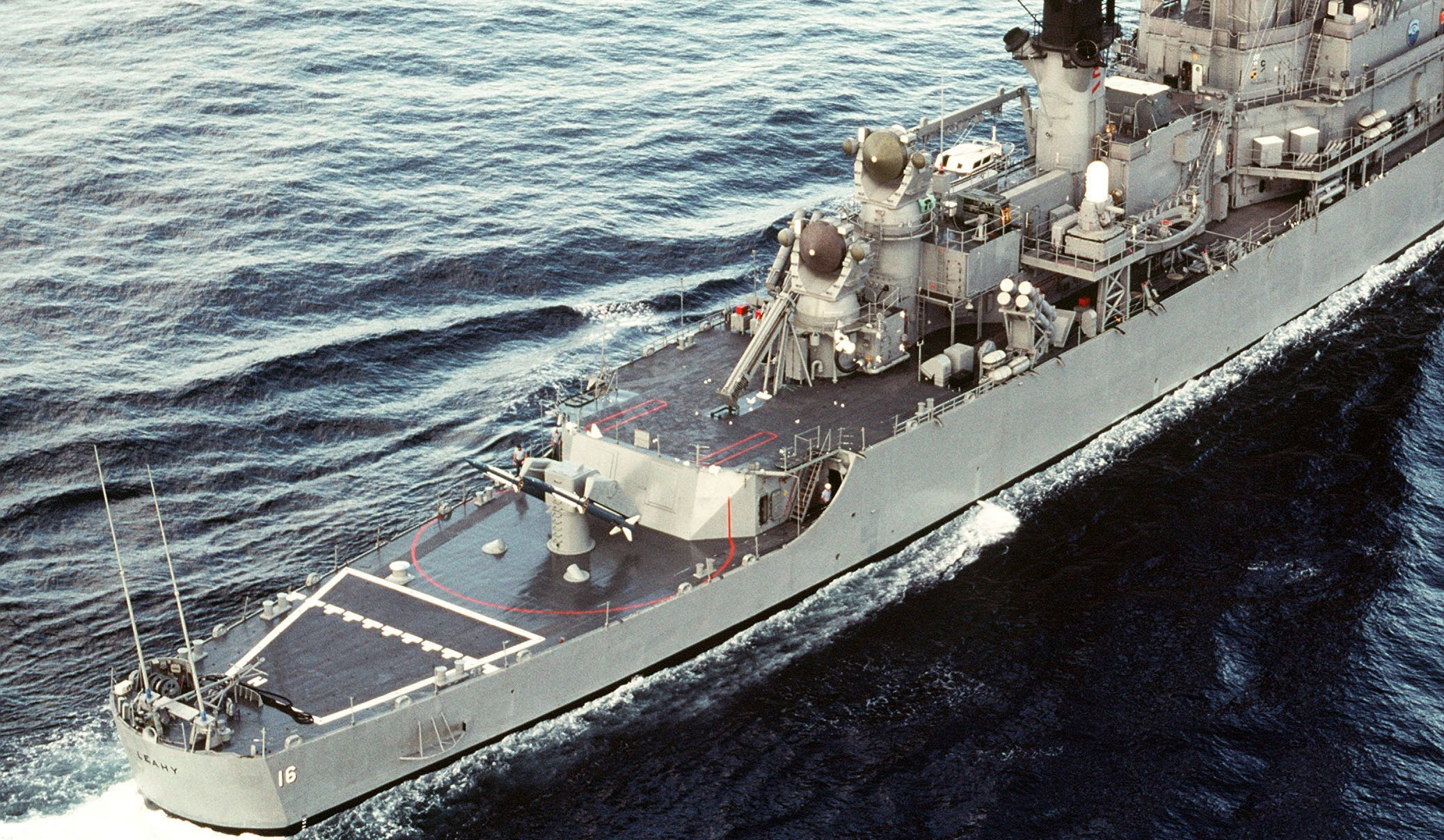
Der hintere Lenkwaffenstarter und die SPG-55-Radarbeleuchter. Daneben an Steuerbord zu sehen ein Vierfach-Harpoonstarter und Phalanx.

Die Schiffe der Leahy-Klasse waren die ersten Kriegsschiffe der Navy, die ihre Lenkwaffen in der so genannten „double-end“-Anordnung trugen. Damit ist gemeint, dass sie sowohl vorn als auch achtern einen Lenkwaffenstarter trugen. Diese waren Mod.-10-Doppelarmstarter für Flugabwehrraketen von Typ RIM-2 Terrier, später auch RIM-66 Standard Missile ER und RIM-67 SM-ER. Für den Einsatz gegen U-Boote trugen die Boote einen Starter für acht ASROC-Raketentorpedos, der hinter dem vorderen Lenkwaffenstarter aufgestellt war, sowie sechs Torpedorohre für den Mark-46-Leichtgewichtstorpedo, die in zwei Dreiergruppen mittschiffs auf Deck platziert waren.
Ab 1980 wurden auf allen Leahys außerdem achtern zwei Vierfachstarter für den Seezielflugkörper AGM-84 Harpoon aufgestellt. An den achterlichen Aufbauten wurden außerdem zwei Nahbereichsverteidigungssysteme vom Typ Phalanx CIWS installiert, die Schutz gegen anfliegende Raketen boten. Dafür wurden vier Flugabwehrgeschütze vom Kaliber 7,6 cm (3 inch) entfernt, die achtern in zwei Batterien aufgestellt waren. Die Geschütze konnten gegen die Jets und Flugkörper der 1980er Jahre nicht mehr effektiv eingesetzt werden.

### Elektronik

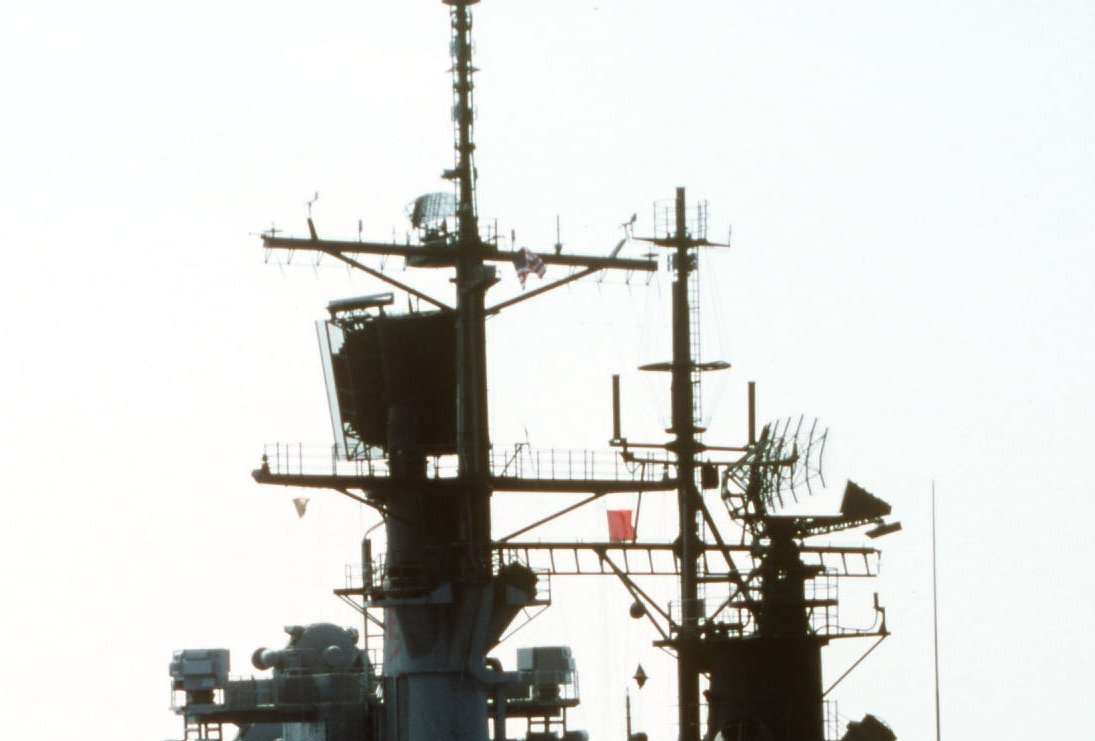
Radarantennen, rechts SPS-49, links SPS-48, darüber SPS-10

Die auf den Schiffen verwendeten Radare wurden mit der Zeit immer wieder modernisiert. Beständig eingesetzt wurde lediglich das Navigationsradar SPS-10 von Raytheon, das sich auf dem vorderen Mack auf oberster Plattform befand. Als Luftüberwachungsradar war zu Beginn das SPS-37 von Westinghouse Electric auf dem achterlichen Mack installiert, es arbeitete mit einem 3D-Radar SPS-39 von Hughes Aircraft zusammen, dass sich unter dem SPS-10 befand. Bei der ersten Modernisierung der Schiffe wurde das SPS-39 durch das System SPS-48 von ITT-Gilfillan ersetzt, bei der zweiten größeren Werftliegezeit erhielten alle Schiffe als Ersatz für das veraltete SPS-37 ein SPS-49 von Raytheon.
Das Sonar wurde in den 1980er Jahren ebenfalls modernisiert. Während die Leahys zu Beginn ein SQS-23 trugen wurde es später durch ein SQQ-23-System mit zwei Sonodomen ersetzt, das U-Boote sowohl aktiv als auch passiv aufspüren konnte.
Für Elektronische Kampfführung führten alle Einheiten zu Beginn Antennen des Systems WLR-6 mit, ab 1975 erhielten die Leahys SLQ-32 und damit auch das SRBOC-System um Raketen abzulenken sowie die Nixie, einen hinter dem Schiff geschleppten Torpedoköder.

## Einsatzprofil

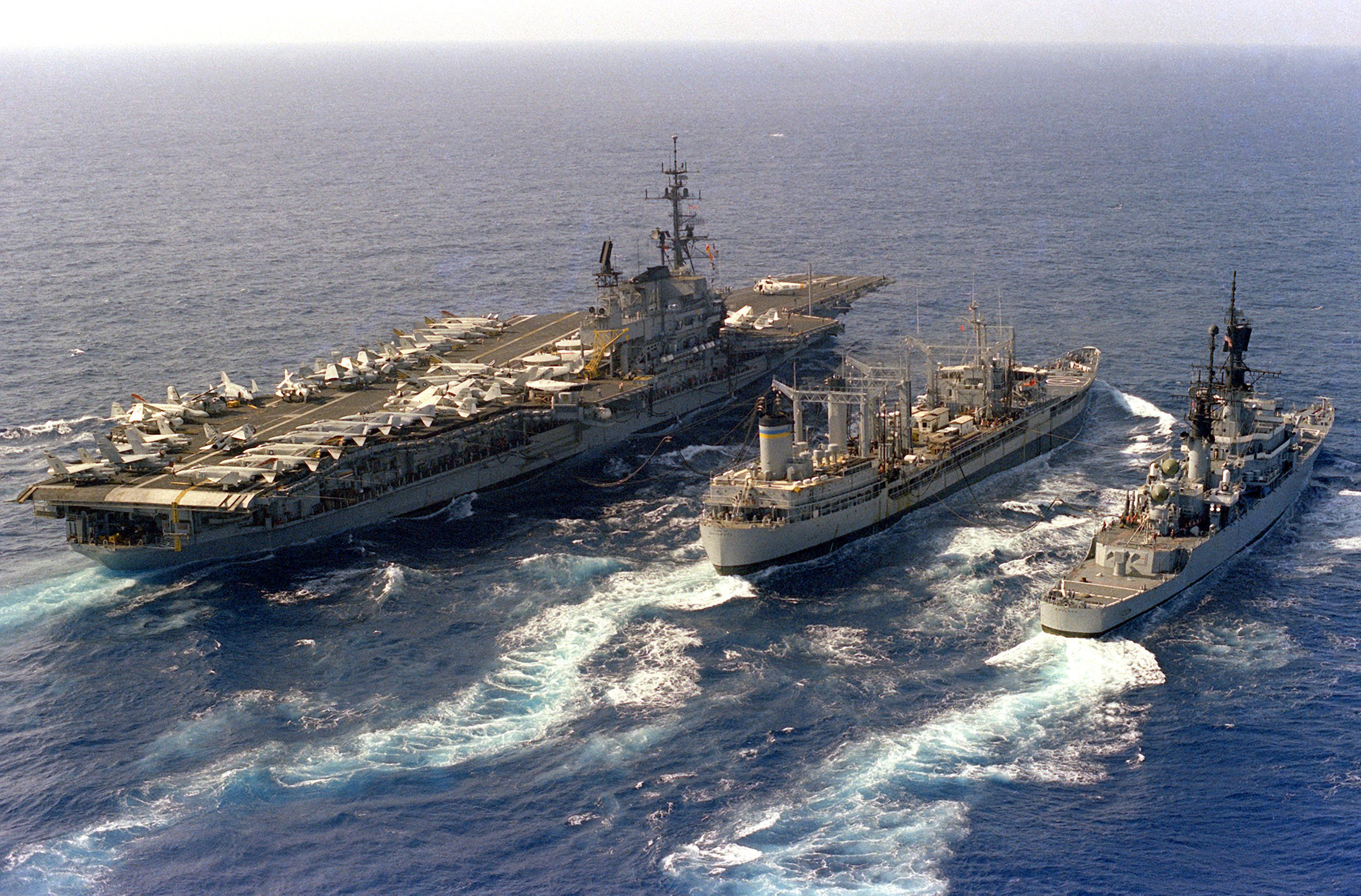
Die England und der Flugzeugträger Midway werden vom Tanker Navasota mit Treibstoff versorgt

Die Leahys waren als Geleitschutzschiffe für die Flugzeugträgerkampfgruppen der US Navy konzipiert. Mit ihrer double-end-Anordnung von Flugabwehrwaffen waren sie besonders zur Luftabwehr geeignet, anderseits konnten sie aber auch zur U-Jagd eingesetzt werden. Nach der Nachrüstung mit den Harpoon 1980 war außerdem der Einsatz gegen andere Schiffe möglich, was sie multi-mission-capable machte, also Einsätze sowohl gegen Luft- als auch See- und Unterwasserziele erlaubte. Zusätzlich dienten die Einheiten teilweise als Flaggschiff für Zerstörerverbände und kleine Kampfgruppen.
Erste Einsätze der Klasse umfassten Fahrten vor der Küste Vietnams, wo sie Flugzeugträger auf Yankee Station während des Vietnamkrieges vor Angriffen schützten. Gegen Ende der Laufbahn der Schiffe wurden Leahys während der Operation Earnest Will, dann auch als Teil der Marinestreitmacht, die während des Zweiten Golfkrieges im Persischen Golf und im Roten Meer aufgezogen wurde, eingesetzt. Die letzten Einsätze umfassten den Schutz der Flugzeugträger während der Operation Deny Flight im Rahmen der Aufrechterhaltung der Flugverbotszone über Bosnien.

## Unfälle & Unglücke

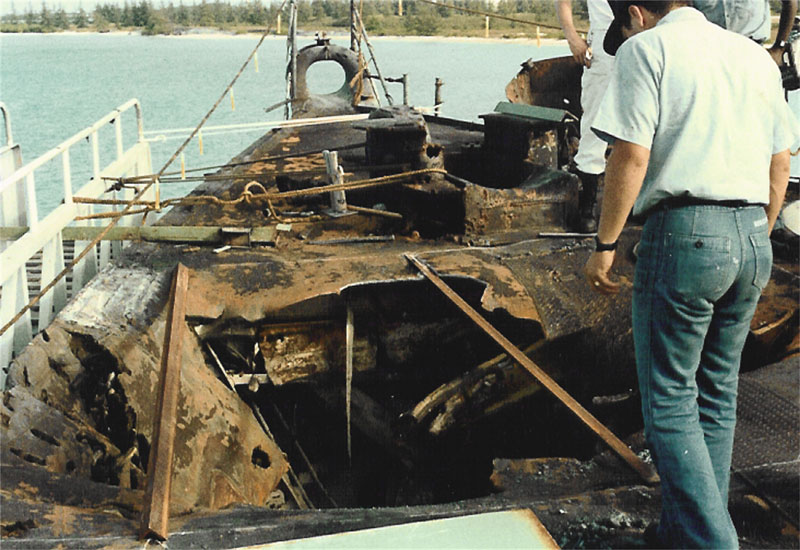
Schaden der Bombe einer F/A-18

Neben Unfällen, die auf Kriegsschiffen häufiger passieren (dazu zählen Grundberührungen, kleinere Kollisionen und ein Ausbruch eines lokal begrenzten Feuers innerhalb des Rumpfes oder der Aufbauten) war ein Unglück an Bord der Reeves recht außergewöhnlich. Am 30. Oktober 1989 befuhr das Schiff den Indischen Ozean südlich von Diego Garcia, als eine McDonnell Douglas F/A-18 Hornet versehentlich eine 500-Pfund-Freifallbombe auf das Schiff warf. Diese traf die Reeves am Bug, entzündete ein Feuer, schlug ein ca. zwei Meter großes Loch ins Deck und verletzte fünf Seeleute.
Auch die Worden musste friendly fire hinnehmen. Während des Vietnamkrieges traf am 16. April 1972 eine versehentlich von US-Flugzeugen abgefeuerte Anti-Radar-Rakete AGM-45 Shrike das Schiff; ein Seemann wurde getötet, neun weitere schwer verwundet.